# HMS Keith (D06)
HMS Keith là một soái hạm khu trục dẫn đầu lớp tàu khu trục B được Hải quân Hoàng gia Anh Quốc chế tạo vào năm 1930. Thoạt tiên được phân về Hạm đội Địa Trung Hải, nó được đưa về lực lượng dự bị sau khi hoàn tất sửa chữa hư hại do va chạm. Trong cuộc Nội chiến Tây Ban Nha những năm 1936-1939, con tàu hoạt động trở lại, trải qua một thời gian tại vùng biển Tây Ban Nha, thi hành việc cấm vận vũ khí mà Pháp và Anh áp đặt cho cả hai phe trong cuộc xung đột. Vào đầu Chiến tranh Thế giới thứ hai, Keith hộ tống các đoàn tàu vận tải và tuần tra chống tàu ngầm trước khi bị máy bay Đức đánh chìm trong cuộc triệt thoái Dunkirk vào năm 1940.

## Thiết kế và chế tạo
Keith có trọng lượng choán nước tiêu chuẩn 1.400 tấn Anh (1.400 t), và lên đến 1.821 tấn Anh (1.850 t) khi đầy tải. Con tàu có chiều dài chung 323 foot (98,5 m), mạn thuyền rộng 32 foot 3 inch (9,8 m) và độ sâu của mớn nước là 12 foot 3 inch (3,7 m). Nó được cung cấp động lực bởi hai turbin hơi nước Parsons, dẫn động hai trục, tạo ra một công suất tổng cộng 34.000 mã lực càng (25.000 kW) cho phép nó đạt được tốc độ tối đa 35 hải lý trên giờ (65 km/h; 40 mph). Hơi nước cho turbine được cung cấp bởi ba nồi hơi ống nước Admiralty. Keith mang theo tối đa 390 tấn Anh (400 t) dầu đốt, đủ cho tầm hoạt động 4.800 hải lý (8.900 km; 5.500 mi) ở tốc độ đường trường 15 hải lý trên giờ (28 km/h; 17 mph). Thành phần thủy thủ đoàn bao gồm 175 sĩ quan và thủy thủ.
Con tàu được trang bị bốn khẩu pháo QF 4 in (100 mm) Mk. IX L/45 trên bệ Mk.XIV nòng đơn; và để tự vệ phòng không, Keith có hai khẩu QF 2 pounder Mk.II L/39 (40 mm) đặt trên các bệ giữa các ống khói. Nó còn có hai bệ ống phóng ngư lôi bốn nòng bên trên mặt nước sử dụng ngư lôi 21 in (530 mm). Một đường ray thả mìn sâu cùng hai máy phóng dùng để chống tàu ngầm, thoạt tiên mang theo 20 quả mìn sâu, nhưng được tăng lên 35 quả không lâu sau khi chiến tranh bắt đầu.
Là chiếc đầu chiến đầu tiên của Hải quân Anh được đặt tên HMS Keith, nó được đặt hàng vào ngày 22 tháng 3 năm 1929 tại xưởng tàu của hãng Vickers-Armstrongs ở Barrow, trong khuôn khổ Chương trình Chế tạo Hải quân 1928. Keith được đặt lườn vào ngày 1 tháng 10 năm 1929, hạ thủy vào ngày 10 tháng 7 năm 1930 và hoàn tất vào ngày 20 tháng 3 năm 1931 với chi phí 219.800 Bảng Anh, không tính đến các thiết bị do Bộ Hải quân Anh cung cấp như pháo, đạn dược và thiết bị liên lạc.

## Lịch sử hoạt động
Sau khi được đưa vào hoạt động, Keith được phân về Chi hạm đội Khu trục 4 trong vai trò soái hạm. Ngoài một đợt sửa chữa tại Xưởng tàu Chatham từ ngày 4 tháng 9 đến ngày 18 tháng 10 năm 1933, chiếc tàu khu trục hoạt động cùng Hạm đội Địa Trung Hải cho đến năm 1936. Keith bị tai nạn va chạm với chiếc tàu hơi nước Hy Lạp Atonis G. Lemos trong hoàn cảnh sương mù dày đặc trong eo biển Anh Quốc vào ngày 24 tháng 8 năm 1936, lúc nó đang trên đường từ Gibraltar đi Portsmouth cho một đợt tái trang bị khác. Công việc trang bị chỉ hoàn tất vào ngày 13 tháng 2 năm 1937, và nó trải qua sáu tháng tiếp theo trong thành phần dự bị tại Sheerness.
Con tàu hoạt động trở lại vào ngày 14 tháng 8 năm 1937 thay thế cho soái hạm của Chi hạm đội Khu trục 6, Faulknor, khi chiếc này được sửa chữa sau một vụ va chạm. Keith trải qua nhiều tháng được bố trí ngoài khơi vịnh Biscay trong thời gian cuộc Nội chiến Tây Ban Nha diễn ra, và sau đó đặt căn cứ tại Gibraltar. Con tàu quay trở về Sheerness vào ngày 4 tháng 11, và lại được đưa về lực lượng dự bị. Nó trải qua một đợt tái trang bị ngắn tại Chatham từ ngày 9 tháng 5 đến ngày 16 tháng 6 năm 1938. Sau khi hoàn tất, Keith gia nhập trở lại Chi hạm đội Khu trục 4, giờ đây trực thuộc Hạm đội Nhà. Nó được điều động đưa thủy thủ đoàn của Electra đến Chi hạm đội Khu trục 5 tại Gibraltar vào ngày 17 tháng 1 năm 1939. Con tàu tiếp tục ở lại cùng Chi hạm đội 5 cho đến tháng 4, khi quay trở về nhà; được sửa chữa tại Chatham từ ngày 11 tháng 5 đến ngày 15 tháng 7, và lại được đưa về lực lượng dự bị vào ngày 31 tháng 7.
Không lâu trước khi chiến tranh bắt đầu vào tháng 9, chiếc tàu khu trục được cho hoạt động trở lại và được phân về Chi hạm đội Khu trục 17 thuộc Hạm đội Nhà. Vào ngày 3 tháng 9, nó được điều về Bộ chỉ huy Tiếp cận phía Tây để tuần tra chống tàu ngầm, đặt căn cứ tại Milford Haven. Ngày 10 tháng 9, Keith hộ tống một đoàn tàu vận tải chuyên chở Lực lượng Viễn chinh Anh (BEF) sang Pháp. Đến ngày 29 tháng 10, nó được điều sang Chi hạm đội Khu trục 22 ở Harwich và trở thành soái hạm năm ngày sau. Sang tháng 12, Keith tiến hành sửa chữa chân vịt của nó tại xưởng tàu Devonport, kéo dài cho đến ngày 10 tháng 1 năm 1940. Nó được chuyển sang Chi hạm đội Khu trục 19 vào tháng 2, và đã hộ tống cho con tàu chị em Boadicea vào ngày 5 tháng 3, khi nó kéo chiếc tàu chở dầu John F. Meyer bị hư hại đến Southampton. Chiếc tàu khu trục tiếp nối nhiệm vụ hộ tống và tuần tra cho đến tháng 5, khi Đức tấn công Pháp.
Ngày 10 tháng 5 năm 1940, Đức xâm chiếm Pháp và các nước vùng trũng. Ngày hôm đó Keith và tàu chị em Boreas hộ tống các tàu tuần dương hạng nhẹ Arethusa và Galatea khi chúng vận chuyển vàng thỏi từ cảng Hà Lan IJmuiden đến Anh Quốc để cất giữ an toàn. Đến ngày 12 tháng 5, nó đi đến Hook of Holland thuộc Hà Lan để triệt thoái binh lính Đồng Minh. Khi tàu khu trục Whitley mắc cạn vào ngày 19 tháng 5 sau khi bị hư hại do máy bay Đức tấn công, Keith đã đánh đắm nó. Ngày 21 tháng 5, Keith là một trong số ba tàu khu trục đã giúp di tản 468 thường dân khỏi Pháp. Hai ngày sau, con tàu có mặt tại Boulogne-sur-Mer, đón binh lính Anh lên tàu đề triệt thoái, khi nó bị bộ binh Đức tấn công. Con tàu trúng đạn súng cối và súng máy làm thiệt mạng hạm trưởng và nhiều người khác bị thương. Keith lên đường quay về Anh ngay sau đó.
Trong đêm 30-31 tháng 5, con tàu tham gia Chiến dịch Dynamo khi nó giúp triệt thoái 992 binh lính Đồng Minh đến Dover. Nó quay trở lại De Panne sáng hôm sau và trở thành soái hạm của Chuẩn đô đốc Frederic Wake-Walker, chỉ huy việc triệt thoái. Con tàu bị máy bay đối phương tấn công sáng hôm đó; đợt thứ nhất làm hư hại bánh lái, và trong đợt thứ hai, một quả bom xâm nhập ống khói phía sau và phát nổ trong phòng nồi hơi số 2, làm thiệt mạng mọi người tại đây và gây ra một đám cháy. Hoàn toàn mất động lực, con tàu bị chết đứng và lệnh bỏ tàu được ban ra. Keith chìm lúc 09 giờ 45 phút tại tọa độ 51°04′46″B 02°26′47″Đ / 51,07944°B 2,44639°Đ. Ba sĩ quan và 33 thủy thủ thiệt mạng trong cuộc tấn công, tám sĩ quan và 123 thủy thủ được giải cứu.